# Vilarinho de São Romão
Vilarinho de São Romão is een plaats (freguesia) in de Portugese gemeente Sabrosa en telt 361 inwoners (2001).